# Georg Bennecke
Franz Hermann Georg Bennecke (* 1. Juni 1878; † 15. Mai 1960 in Braunschweig) war ein deutscher Politiker (DNVP).
Bennecke war der Sohn eines Amtsrats in Löderburg (Kreis Kalbe). Er besuchte die Gymnasien in Halberstadt und Guben und studierte dann Rechtswissenschaften in Heidelberg, Berlin und Halle. 1902 legte er das erste, 1909 das zweite Staatsexamen ab. In der Zwischenzeit war er für 1 ½ Jahre für eine Kolonialstudienreise beurlaubt. Nach dem zweiten Staatsexamen war er Gerichtsassessor bei verschiedenen Staatsanwaltschaften, bevor er 1911 Staatsanwalt in Thorn wurde. Im Ersten Weltkrieg war er Soldat, bis er durch einen Unfall aus dem Militär ausschied. Er wurde zum Generalgouvernement Warschau versetzt, wo er als Kreischef im Kreis Grojec und später im Verwaltungsbezirk Mlawa-Ciechanow-Praschnitz tätig war. Nach dem Krieg wurde er wieder Staatsanwalt in Thorn und seit Juni 1919 in Danzig.
In der Freien Stadt Danzig schloss er sich der DNVP an. 1919 bis 1921 gehörte er dem Volkstag an. Vom 7. Dezember 1920 bis zum 30. April 1921 war er nebenamtlicher Senator im Senat Sahm I.